# Elías Malavé
Elías Malavé, född 26 oktober 1989, är en venezuelansk bågskytt. Han deltog vid olympiska sommarspelen 2012 och olympiska sommarspelen 2016.